# Richard Grimm-Sachsenberg

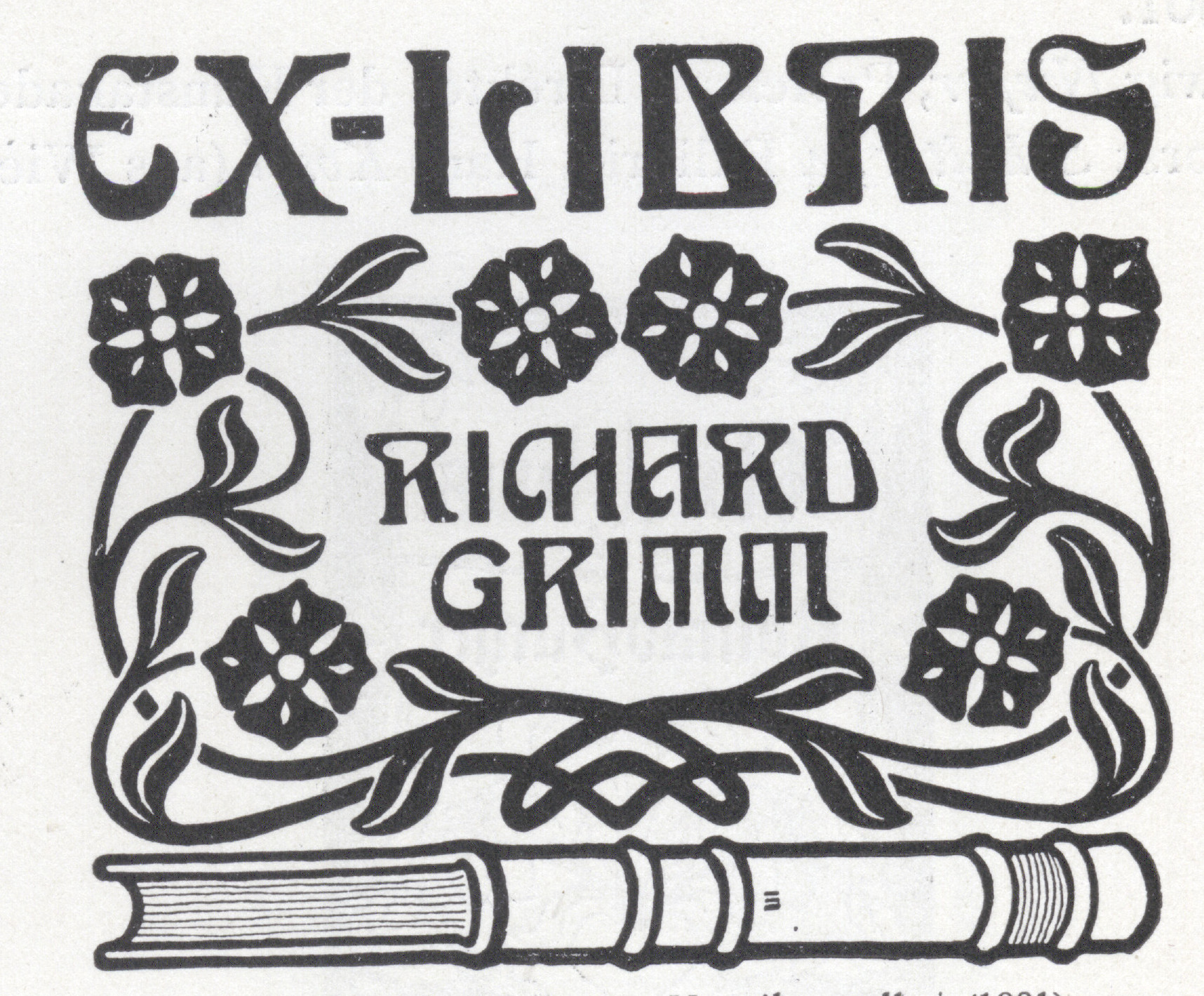
Richard Grimm-Sachsenberg: eigenes Exlibris

Richard Grimm-Sachsenberg (* 22. Februar 1873 in Untersachsenberg; † 6. Juni 1952 in Leipzig) war ein deutscher Maler und Grafiker. Er gilt als ein Wegbereiter des deutschen Jugendstils.

## Leben und Werk

In der Abendsonne (Um 1930); Öl auf Leinwand.

Grimm besuchte ab 1892 die Kunstakademie Dresden. Danach hielt er sich längere Zeit in Weimar auf, wo er sich der Ölmalerei zuwandte und von Ludwig von Hofmann beeinflusst war. Danach arbeitete er als freischaffender Künstler u. a. in München und Krefeld. Er machte u. a. Illustrationen für „Fliegenden Blätter“, „Simplicissimus“, „Jugend“, „Der süddeutsche Postillion“ und "Pan". Er hatte sich bald als Künstler etabliert und fügte seinem Familiennamen den Namen seines Geburtsorts an. 1901 ging Grimm-Sachsenberg nach Leipzig, wo er 1902 an der Kunstgewerbeschule Lehrer an der neu eingerichteten Klasse für Buchgewerbe wurde.
Grimm-Sachsenberg betätigte sich als Maler, Zeichner und Grafiker. Als Grafiker beherrschte er vor allem die Techniken der Radierung, der Lithografie, des Holzstichs und Holzschnitts. Neben freien Arbeiten als Maler schuf er Buchillustrationen und übernahm er vielfältige Aufträge für gebrauchsgraphische Arbeiten wie Bucheinbände, Exlibris, Glückwunschkarten, Brief- und Zeitungsköpfe, Signets, Fabrikmarken und Plakate. Er betätigte sich auch als Schriftgestalter und entwarf ab 1911 für den Verlag Julius Klinkhardt mehrere neue Schriftarten.
In der Zeit des Nationalsozialismus war Grimm-Sachsenberg Mitglied der Reichskammer der bildenden Künste, und er nahm an wichtigen Ausstellungen teil.
Arbeiten Grimm-Sachsenbergs befinden sich u. a. im Germanischen Nationalmuseum in Nürnberg, im Lindenau-Museum, Altenburg/Thüringen, im Otto-Dix-Haus, Gera und in der Kunstbibliothek Berlin.

## Zeitgenössische Rezeption
„Grimm-Sachsenberg hat sich als Maler, Zeichner und Graphiker vielleicht noch stärker bekannt gemacht, denn als Buchkünstler. Seine Gemälde, vorzugsweise Landschaften, sind durch die besten Kunstzeitschriften verbreitet worden … Die Stärke seines gebrauchsgraphischen Könnens zeigt Grimm-Sachsenberg allerdings in seiner Buchgraphik …“.
„… ein Name, dem man auf allen Gebieten der typographischen Kunst und im Zusammenhang mit den angesehensten deutschen Verlagsfirmen begegnen kann … Grimm beherrscht seine eigentliche Domäne, die Ausstattung des Buch-Innern und -Äußern … Alle seine Arbeiten zeichnet ein sicheres Stilgefühl, ein gesunder Drang nach Klärung der Bildform und zugleich ein starkes Bedürfnis n nach tektonischer Wirkung gleichmäßig aus …“.

## Werke (Auswahl)

### Druckgrafik (Auswahl)
- Kreuzigung (handkolorierter Holzschnitt; aus dem Mappenwerk „Eine Passion“)[9]
- Sonnenaufgang (Holzschnitt)[10]
- Schnitter (Holzschnitt, 1925)[11]
- Abendlied (Holzschnitt)[12]

### Gebrauchsgrafische Arbeiten (Auswahl)
- Exlibris für Harald Friberg (Holzschnitt)[13]
- Initialen[14]
- Einband-Entwürfe für Bücher-Prachtausgaben[15]
- Werbepostkarte für Kaffee[16]

### Buchillustrationen (Auswahl)
- Wolf-Heinrich von der Mülbe: Gedichte. Heinrich Halfmann Krefeld, 1902
- Sophie Reinheimer: Aus des Tannenwalds Kinderstube. Franz Schneider Verlag, Berlin-Schöneberg, 1909
- Max Necke: Deutsches Weihnachtsbuch. Erzählungen und Märchen. Franz Schneider Verlag, Berlin-Schöneberg und Leipzig, 1918
- Max Necke: Unter gutem Stern. Erzählungen und Märchen. Franz Schneider Verlag, Berlin-Schöneberg und Leipzig, u. a. 1922

### Buchpublikation
- Frühling und Liebe. Eine Sammlung moderner Lyrik. R. Voigtländers Verlag, Leipzig, 1901 (Textauswahl, Illustration, Buchumschlag)

## Ausstellungen (unvollständig)
- 1907: München, Glaspalast, Münchner Jahresausstellung[17]
- 1909: Wien, Künstlerhaus, Große Deutsche Kunstausstellung
- 1909: Leipzig, Museum des Buchgewerbehauses, Januar-Kollektivausstellung
- 1913: Leipzig, Leipziger Jahresausstellung[18]
- 1914: Leipzig, Erste Internationale Graphische Kunst-Ausstellung

- 1935 und 1936: Leipzig, Museum der Bildenden Künste („Deutsche Graphikschau“)
- 1937/1938 und 1942: Leipzig, Museum der bildenden Künste („Große Leipziger Kunstausstellung“)
- 1938/1939: Leipzig, Leipziger Kunstverein („Jahresschau Leipziger Künstler“)
- 1939: Wurzen, Stadthaus („5. Wurzener Kunstausstellung“)

- 1947: Freiberg, Stadt- und Bergbaumuseum, 2. Ausstellung Erzgebirgischer Künstler[19]